# Geolycosa conspersa
Geolycosa conspersa is een spinnensoort in de taxonomische indeling van de wolfspinnen (Lycosidae).
Het dier behoort tot het geslacht Geolycosa. De wetenschappelijke naam van de soort werd voor het eerst geldig gepubliceerd in 1877 door Tord Tamerlan Teodor Thorell.